# Blueprint (dibujo técnico)

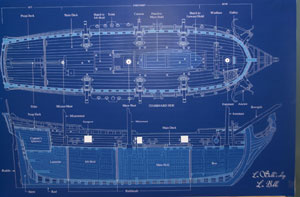
Un plano blueprint de la 1ª mitad del del galeón La Belle, que estuvo a cargo del rey Luis XIV de Francia

Un blueprint o cianotipo (anglicismo por 'impresión-azul', aunque también se le conoce como 'anteproyecto' o 'copia de plano') es una reproducción en papel de un dibujo técnico, un plano cartográfico o un diseño de ingeniería. Por lo general, el término blueprint se usa para referirse a cualquier plano detallado, antes de 1950 con líneas blancas sobre azul y a partir de ahí con líneas azules (blue-line) sobre blanco.

## Historia
El proceso de las blueprints es, esencialmente, el de cianotipia, que fue desarrollado por el fotógrafo y astrónomo británico John Herschel en 1842. Con el compuesto fotosensible —una solución de citrato de amonio férrico y ferrocianuro potásico— se recubre una superficie de papel. Las áreas del compuesto que son expuestas a la luz fuerte se convierten en ferrocianuro férrico azul insoluble, o Azul de Prusia. Los productos químicos solubles son eliminados con agua, dejando una impresión azul estable. Un proceso similar fue usado para hacer pruebas de impresión ófset.
Aunque el papel ha sido una elección común, diversos materiales se han usado para desarrollar blueprints. Por ejemplo, para obtener impresiones más duraderas, se ha utilizado lino. El inconveniente con esta fibra es que se encoge ligeramente al pasar el tiempo. Para combatir este problema, se comenzó a imprimir en una imitación de papel vitela y, posteriormente, en películas de poliéster.

## Uso
Durante casi un siglo, la blueprint fue la única forma barata de copiar dibujos. Una vez inventada, no se requirió ningún desarrollo técnico y el proceso se extendió inmediatamente, principalmente en la construcción de barcos y en la fabricación de locomotoras y vehículos rodantes.
El material recubierto, listo para desarrollar blueprints, tiene una vida útil de dos días. La práctica tradicional requería un marco de madera, similar a un portarretratos, con vidrio al frente. El dibujo se trazaba con tinta china sobre papel de calco. En interiores, el papel recubierto y el de calco se ponían en el marco que posteriormente se llevaba bajo la luz solar. El tiempo de exposición variaba de menos de un minuto a cerca de una hora (con cielo nublado). El operador podía ver la impresión azul apareciendo a través del papel de calco. Cuando esta estaba lista, el marco se llevaba al interior nuevamente. El papel era enjuagado con agua para eliminar los restos que no se habían expuesto y luego se dejaba secar. El resultado era una copia clara y legible del dibujo original, con líneas blancas sobre un fondo azul oscuro. Esta copia poseía una ilimitada resistencia a la luz y al agua.

## Lasdiazoreemplazan lasblueprint

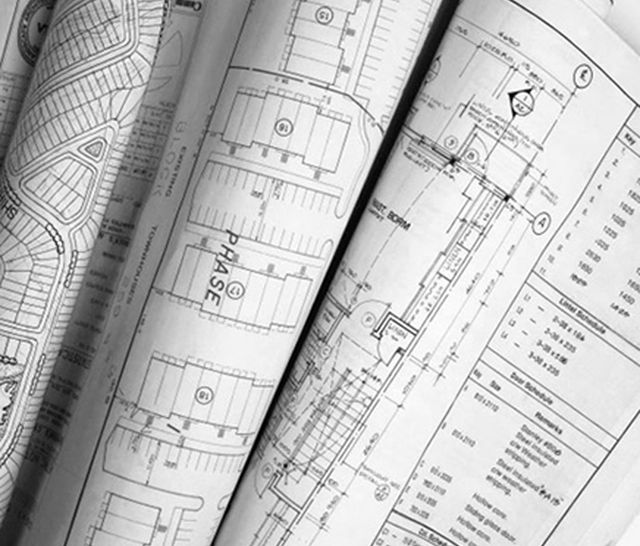
Copias "whiteprint" de planos, también llamadas blueprint

A comienzos de los años 1940, las blueprints desarrolladas con cianotipia comenzaron a ser sustituidas por las whiteprints o diazotipos (logradas con un proceso químico utilizando diazocompuestos), que presenta líneas azules sobre un fondo blanco. Actualmente las blueprints tradicionales han sido reemplazadas por métodos de impresión más modernos y baratos, como los ofrecidos por la tecnología digital.
Las impresiones diazo continúan siendo usadas en algunas aplicaciones, pero en muchos casos han sido reemplazadas por procesos de impresión xerográficos —similares a los de las fotocopiadoras—, los que usan tinta seca sobre papel. Más recientemente, los diseños asistidos por computador pueden ser transferidos desde los archivos digitales a las impresoras o trazadores gráficos. En algunas aplicaciones, se evita absolutamente el papel, y el trabajo y el análisis se hacen directamente en pantallas digitales. Otro método moderno para copiar utiliza escáneres grandes, los cuales digitalizan una imagen para poder imprimirla después con un plóter de gran formato.